# コロンビア出身のメジャーリーグベースボール選手一覧

コロンビア出身のメジャーリーグベースボール選手一覧。太字は現役選手、その他は引退選手及びメジャーリーグ以外のリーグでプレーしている選手。同名の選手の場合は右に現役時代の主な守備位置、現役年数の順で示す。

## A
- ホルヘ・アルファーロ (en:Jorge Alfaro)

## B
- ヨナサン・バリオス (en:Yhonathan Barrios)

## C
- ホルベルト・カブレラ (en:Jolbert Cabrera)
- オーランド・カブレラ (en:Orlando Cabrera)
- ジェイアー・カマルゴ (en:Jaír Camargo)
- グスタボ・キャンペロ (en:Gustavo Campero)
- ルー・カストロ (en:Lou Castro)
- ナビル・クリスマット (en:Nabil Crismatt)

## D
- ダヤン・ディアス (:en:Dayan Diaz)
- ジョーダン・ディアス (:en:Jordan Diaz)
- ジーター・ダウンズ (en:Jeter Downs)

## E
- ルイス・エスコバー (:en:Luis Escobar)

## F
- エルネスト・フリエリ (en:Ernesto Frieri)
- エミリアーノ・フルート (en:Emiliano Fruto)
- ディディエル・フエンテス (en:Didier Fuentes)

## G
- タイロン・ゲレーロ (en:Tayron Guerrero)
- ジャッキー・グティエレス (:en:Jackie Gutierrez)

## H
- ヤミド・ハード (en:Yamid Haad)
- ディルソン・ヘレーラ (en:Dilson Herrera)

## M
- シュガー・レイ・マリモン (:en:Sugar Ray Marimon)
- オスカー・メルカド (en:Oscar Mercado)

## P
- ルイス・パティーノ (:en:Luis Patino)

## Q
- ホセ・キンタナ (:en:Jose Quintana)

## R
- ハロルド・ラミレス (en:Harold Ramirez)
- オーランド・ラミレス (en:Orland Ramirez)
- エドガー・レンテリア (en:Edgar Renteria)
- ヨン・ロメロ (en:Jhon Romero)

## S
- レイベル・サンマルティン (en:Reiver Sanmartín)
- ドノバン・ソラーノ (en:Donovan Solano)
- ジョナタン・ソラーノ (en:Jhonatan Solano)

## T
- フリオ・テヘラン (:en:Julio Teheran)

## U
- ジオ・ウルシェラ (en:Gio Urshela)

## V
- メイブリス・ビロリア (en:Meibrys Viloria)

## Z
- ギレルモ・ズニガ (Guillermo Zuniga)